# El pescador de caña
Le Pêcheur
Pour les articles homonymes, voir Le Pêcheur.
El pescador de caña (« Le Pêcheur ») est un tableau de Francisco de Goya réalisé en 1775 et appartenant à la première série de cartons pour tapisserie destinée à la salle à manger du Prince des Asturies au palais de l'Escurial.

## Contexte de l'œuvre
Tous les tableaux de la première série sont destinés à la salle à manger du Prince des Asturies, c'est-à-dire de celui qui allait devenir Charles IV et de son épouse Marie Louise de Parme, au palais de l'Escurial. Le tableau fut livré à la Fabrique royale de tapisserie avec le reste de la série le 24 mai 1775.
Il fut considéré perdu jusqu'en 1869, lorsque la toile fut découverte dans le sous-sol du Palais royal de Madrid par Gregorio Cruzada Villaamil, et fut remise au musée du Prado en 1870 par les ordonnances du 19 janvier et du 9 février 1870, où elle est exposée dans la salle 91  avec le numéro de catalogue 5542. La toile est citée pour la première fois dans le catalogue du musée du Prado en 1876.
La série était composée de Perros y útiles de caza, Caza con reclamo, La Caza de la codorniz, El Pescador de caña, Cazador cargando su escopeta, El Cazador con sus perros, La Caza del jabalí, Caza muerta et Muchachos cazando con mochuelo.